# Rockingham Motor Speedway

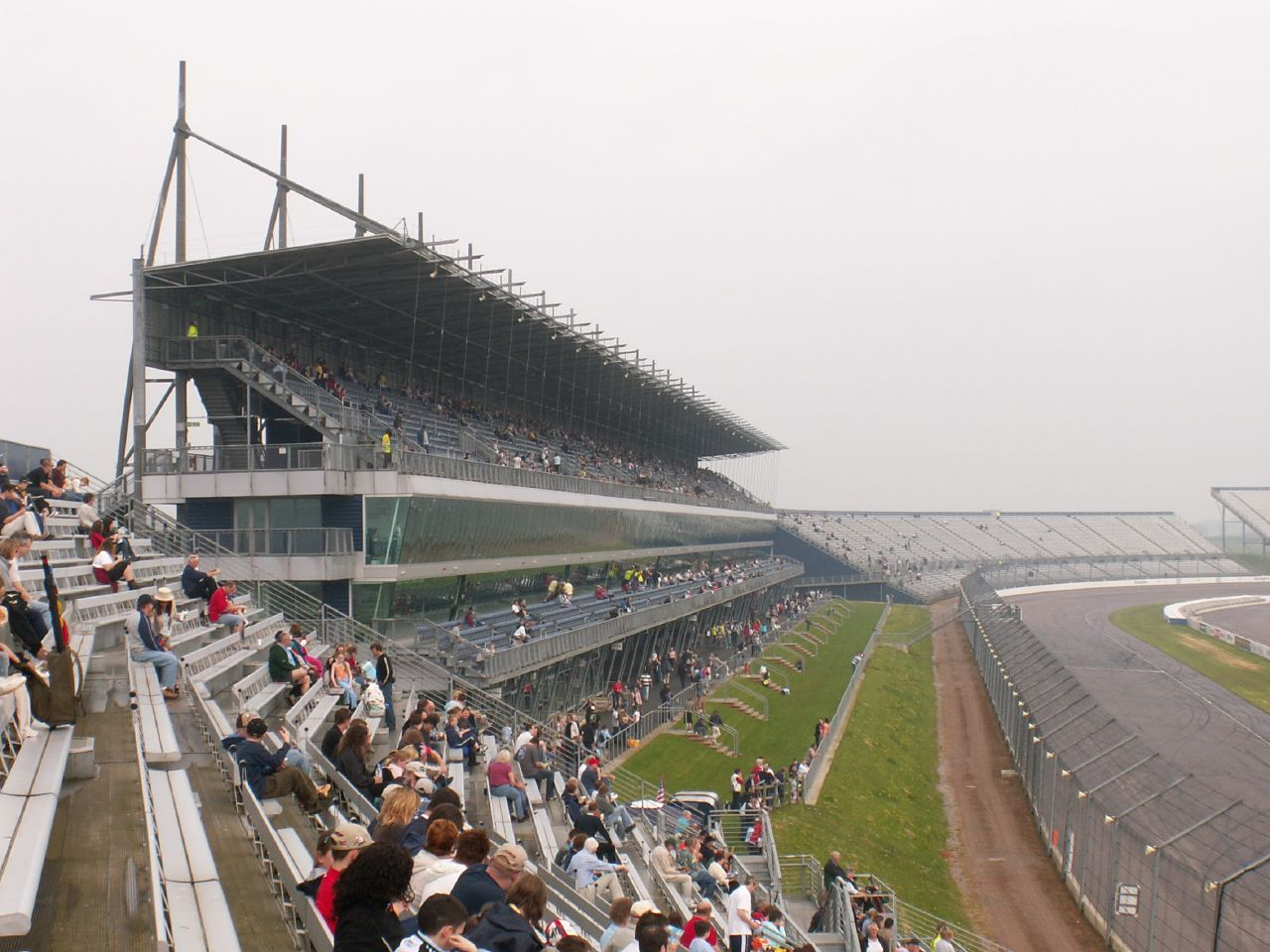
A lelátók

A Rockingham Motor Speedway modern versenypálya Angliában, Northamptonshire mellett, ami különféle versenyek mellett nyílt napoknak, teszteléseknek, gépjárművezető-képzéseknek, konferenciáknak és kiállításoknak ad otthont. Ez az egyetlen gyors oválpálya az Egyesült Királyságban. A pálya egyedülálló a négyszögű alakjának köszönhetően. Könnyen elérhető az A1-es, M1-es, A14-es, A43-as és A6116-os utakról; körülbelül 30 percre helyezkedik el Leicestertől, Peterborough-tól és Northamptontól. A legközelebbi vasútállomás Corbyban található.

## A pálya
13 féle nyomvonalon használható a túraautózástól kezdve a motorkerékpár-versenyeken keresztül a raliig. Teljes egészében látni a 6.280 férőhelyes Rockingham Buildingről, valamint a négy lelátóról. Az épületet és a lelátókat is beleszámítva összesen 52.000 férőhely várja a nézőket, ezenkívül a bokszutcában lévő épület tetejéről is figyelemmel kísérhetőek az események.

### Pályakonfigurációk

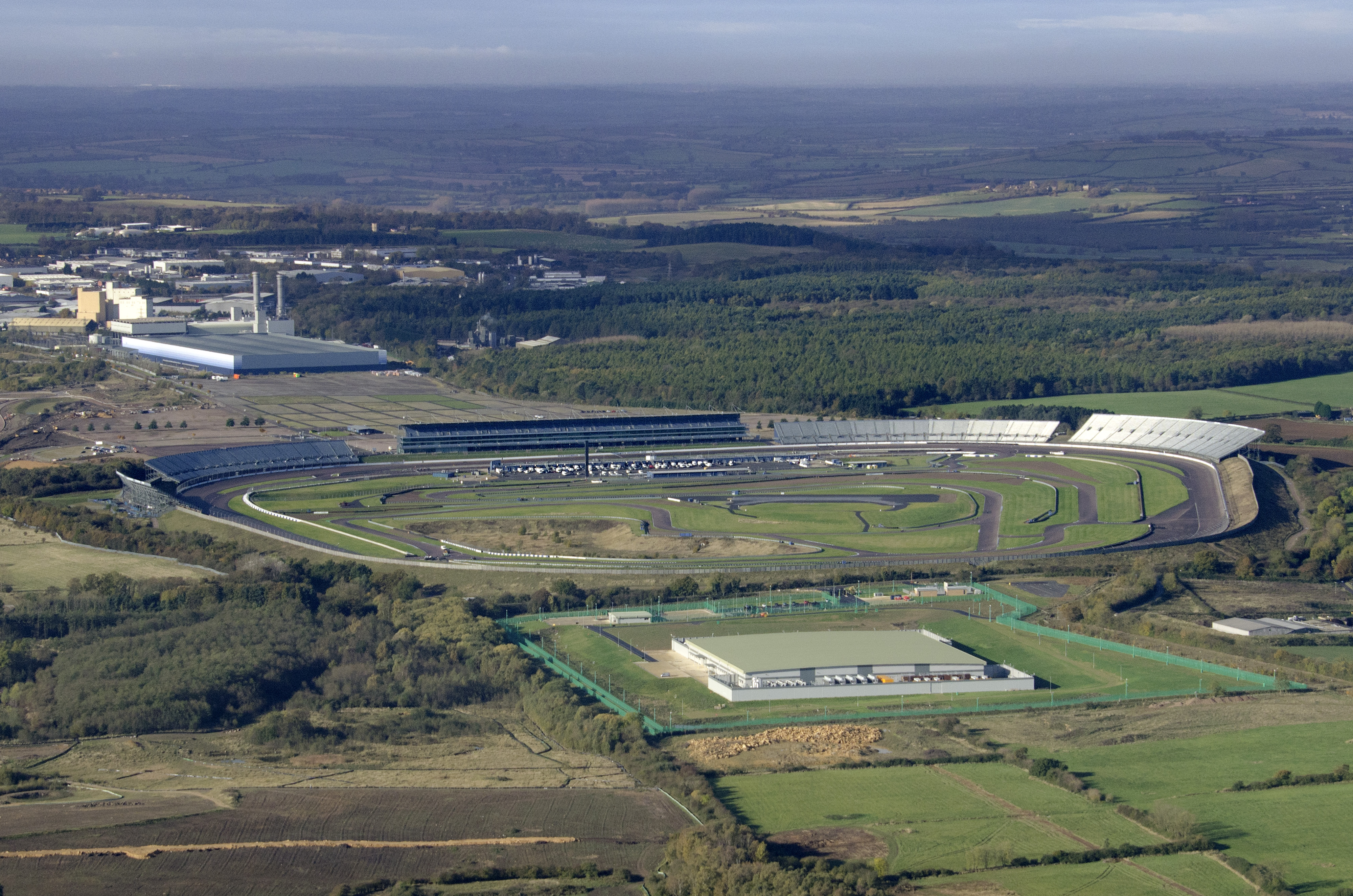
A pálya madártávlatból

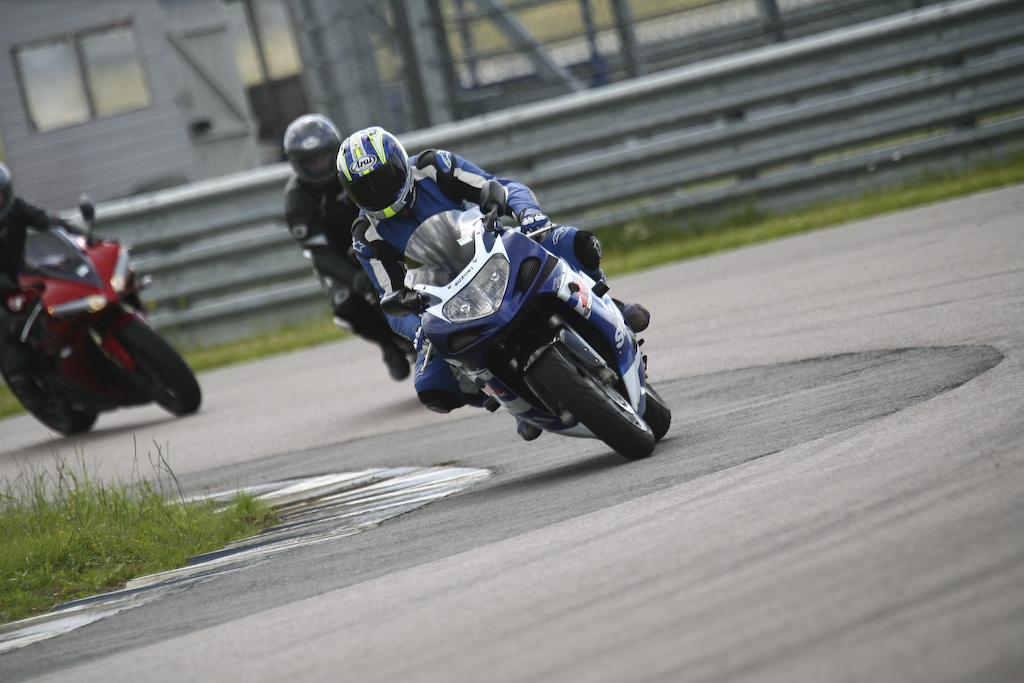
Motoros nyílt nap

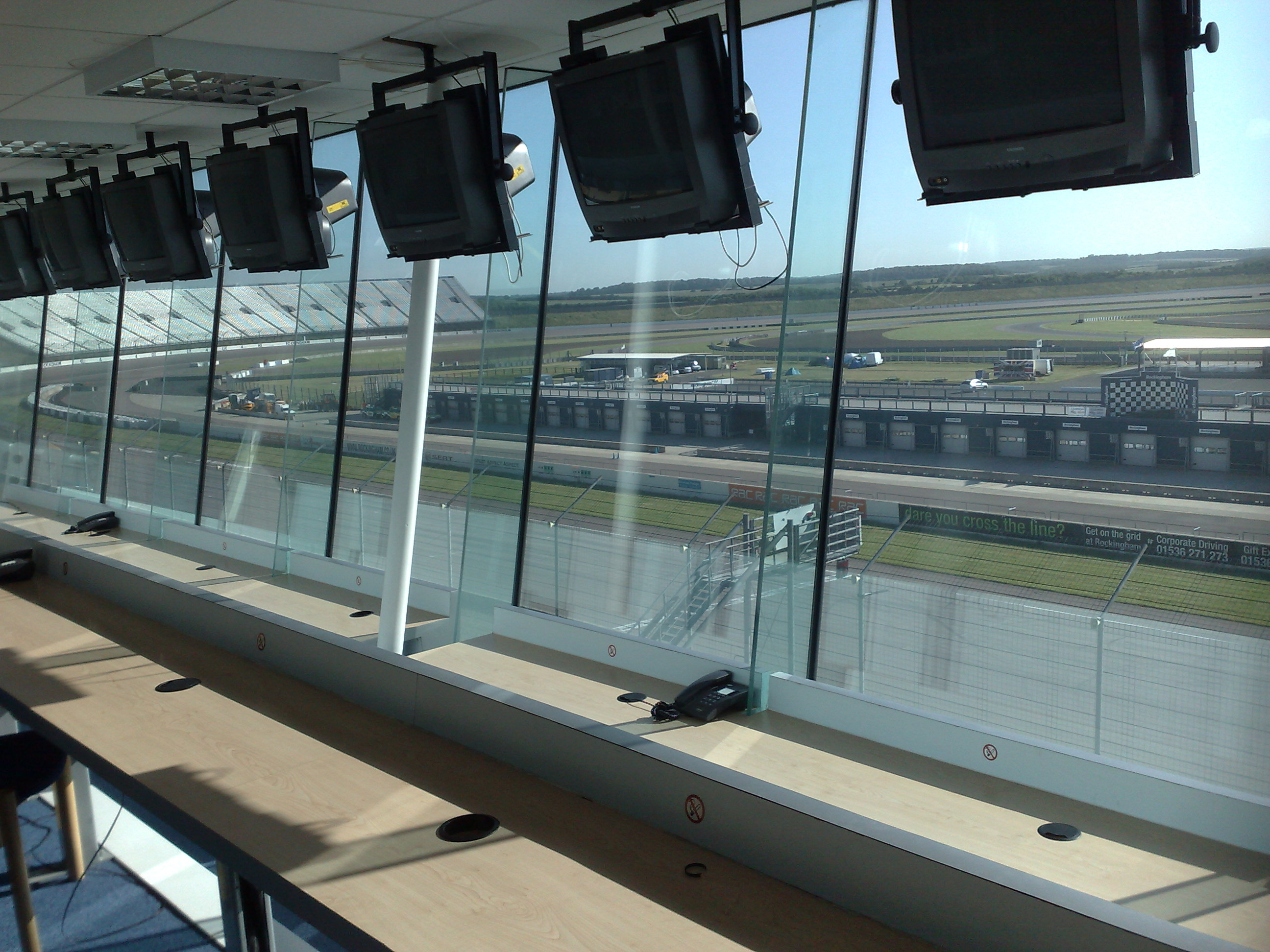
A médiaközpont

### Pályakonfigurációk[2]

#### Oval Circuit
- Felszín: aszfalt
- Hossz: 2,38 km (1,47 mérföld)
- Szélesség: 18,3 m
- Kanyarok: 4
- Dőlés: 3,5 – 7,9º
- Rekord: 24,719 másodperc[1] (Tony Kanaan, Ford/Lola Champ Car, 2001. szeptember 22., átlagsebesség: 346,648 km/h [215,397 mph])

#### International Super Sports Car Long Circuit
- Felszín: aszfalt
- Hossz: 3,299 km (2,05 mérföld)
- Szélesség: 11 m
- Kanyarok: 13
- Dőlés: 7,0º (1. kanyar)

#### International Super Sports Car Circuit
- Felszín: aszfalt
- Hossz: 3,12 km (1,94 mérföld)
- Szélesség: 11 m
- Kanyarok: 12
- Dőlés: 7,0º (1. kanyar)

#### National Circuit
- Felszín: aszfalt
- Hossz: 2,74 km (1,70 mérföld)
- Szélesség: 11 m
- Kanyarok: 9

#### Lake Circuit
- Felszín: aszfalt
- Hossz: 1,08 km (0,67 mérföld)
- Szélesség: 11 m
- Kanyarok: 5

#### Handling Circuit
- Felszín: aszfalt
- Hossz: 1,56 km (0,97 mérföld)
- Szélesség: 11 m
- Kanyarok: 5

#### Rally Stage
- Felszín: murva
- Hossz: 1,00 – 1,98 km (0,62 – 1,23 mérföld)
- Kanyarok: körülbelül 15

## Történelme
A pálya építése 1999 végén kezdődött. Megközelítőleg 10 év tervezés és 23 hónap építés után, 2001. január 15-én nyílt meg, majd május 26-án a Királynő adta át.

## Fontosabb versenyek eredményei

### CART Championship
| Év   | Verseny                     | Versenyző        | Autó                |
| ---- | --------------------------- | ---------------- | ------------------- |
| 2001 | Rockingham 500*             | Gil de Ferran    | Reynard Honda 01i   |
| 2002 | Sure For Men Rockingham 500 | Dario Franchitti | Lola Cosworth B2/00 |

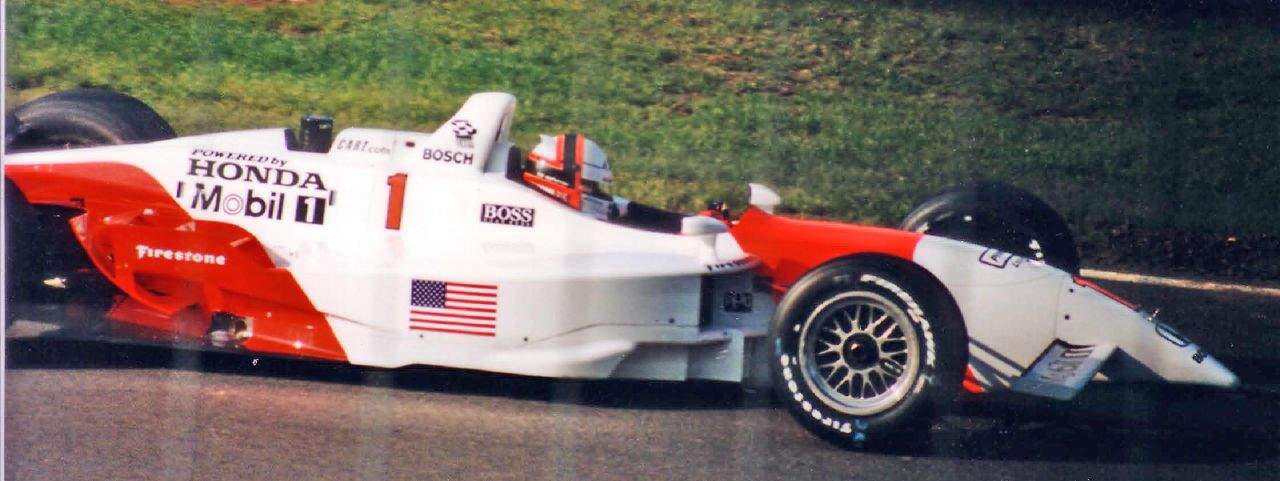
Gil de Ferran úton a győzelemhez a Rockingham 500-on 2001-ben.

* A verseny lerövidítve elegendő gyakorlás hiánya miatt.

### Brit Formula 3 szezon
| Év   | Verseny                                                 | Versenyző           | Autó                     |
| ---- | ------------------------------------------------------- | ------------------- | ------------------------ |
| 2002 | Green Flag British F3 Championship, 17. futam           | Shinya Hosokawa     | Dallara-Mugen-Honda F302 |
| 2002 | Green Flag British F3 Championship, 18. futam           | Robbie Kerr         | Dallara-Mugen-Honda F302 |
| 2003 | Green Flag British F3 Championship, 15. futam           | Nelson Piquet, Jr.  | Dallara-Mugen-Honda F303 |
| 2003 | Green Flag British F3 Championship, 16. futam           | Jamie Green         | Dallara-Mugen-Honda F303 |
| 2007 | Lloyds TSB Insurance British F3 Championship, 21. futam | Marko Asmer         | Dallara-Mercedes F307    |
| 2007 | Lloyds TSB Insurance British F3 Championship, 22. futam | Maro Engel          | Dallara-Mugen-Honda F307 |
| 2008 | British F3 Championship, 7. futam                       | Atte Mustonen       | Dallara-Mercedes F308    |
| 2008 | British F3 Championship, 8. futam                       | Sebastian Hohenthal | Dallara-Mercedes F308    |
| 2009 | Cooper Tires British F3 Championship, 5. futam          | Nick Tandy          | Mygale-Mercedes M-08 F3  |
| 2009 | Cooper Tires British F3 Championship, 6. futam          | Marcus Ericsson     | Dallara-Mercedes F309    |
| 2010 | Cooper Tires British F3 Championship, 13. futam         | Jean-Éric Vergne    | Dallara-Volkswagen F310  |
| 2010 | Cooper Tires British F3 Championship, 14. futam         | Daniel McKenzie     | Dallara-Mercedes F310    |
| 2010 | Cooper Tires British F3 Championship, 15. futam         | Felipe Nasr         | Dallara-Volkswagen F308  |
| 2011 | Cooper Tires British F3 Championship, 22. futam         | Pietro Fantin       | Dallara-Volkswagen F308  |
| 2011 | Cooper Tires British F3 Championship, 23. futam         | Scott Pye           | Dallara-Mercedes F308    |
| 2011 | Cooper Tires British F3 Championship, 24. futam         | Kevin Magnussen     | Dallara-Volkswagen F308  |
| 2012 | Cooper Tires British F3 Championship, 9. futam          | Jazeman Jaafar      | Dallara-Volkswagen F312  |
| 2012 | Cooper Tires British F3 Championship, 10. futam         | Harry Tincknell     | Dallara-Volkswagen F312  |
| 2012 | Cooper Tires British F3 Championship, 11. futam         | Jack Harvey         | Dallara-Volkswagen F312  |
| 2014 | Cooper Tires British F3 Championship, 1. futam          | Sam McLeod          | Dallara-Mercedes F312    |
| 2014 | Cooper Tires British F3 Championship, 2. futam          | Sam McLeod          | Dallara-Mercedes F312    |
| 2014 | Cooper Tires British F3 Championship, 3. futam          | Matt Rao            | Dallara-Mercedes F312    |
| 2016 | BRDC British F3 Championship, 7. futam                  | Lando Norris        | Tatuus-Cosworth F4-016   |
| 2016 | BRDC British F3 Championship, 8. futam                  | Thomas Randle       | Tatuus-Cosworth F4-016   |
| 2016 | BRDC British F3 Championship, 9. futam                  | Ricky Collard       | Tatuus-Cosworth F4-016   |
| 2017 | BRDC British F3 Championship, 4. futam                  | Enaam Ahmed         | Tatuus-Cosworth F4-016   |
| 2017 | BRDC British F3 Championship, 5. futam                  | Cameron Das         | Tatuus-Cosworth F4-016   |
| 2017 | BRDC British F3 Championship, 6. futam                  | Ben Hingeley        | Tatuus-Cosworth F4-016   |

### Brit túraautó-bajnokság (BTCC)
| Év   | Verseny                                                    | Versenyző           | Autó                  |
| ---- | ---------------------------------------------------------- | ------------------- | --------------------- |
| 2003 | Green Flag MSA British Touring Car Championship, 9. futam  | Matt Neal           | Honda Civic Type-R    |
| 2003 | Green Flag MSA British Touring Car Championship, 10. futam | Yvan Muller         | Vauxhall Astra Coupé  |
| 2007 | Dunlop MSA British Touring Car Championship, 4. futam      | Fabrizio Giovanardi | Vauxhall Vectra       |
| 2007 | Dunlop MSA British Touring Car Championship, 5. futam      | Fabrizio Giovanardi | Vauxhall Vectra       |
| 2007 | Dunlop MSA British Touring Car Championship, 6. futam      | Jason Plato         | SEAT León             |
| 2008 | HiQ MSA British Touring Car Championship, 4. futam         | Gordon Shedden      | Honda Civic           |
| 2008 | HiQ MSA British Touring Car Championship, 5. futam         | Mat Jackson         | BMW 320si             |
| 2008 | HiQ MSA British Touring Car Championship, 6. futam         | Matt Neal           | Vauxhall Vectra       |
| 2009 | HiQ MSA British Touring Car Championship, 25. futam        | Stephen Jelley      | BMW 320si             |
| 2009 | HiQ MSA British Touring Car Championship, 26. futam        | Jason Plato         | Chevrolet Lacetti     |
| 2009 | HiQ MSA British Touring Car Championship, 27. futam        | Stephen Jelley      | BMW 320si             |
| 2010 | Dunlop MSA British Touring Car Championship, 4. futam      | Matt Neal           | Honda Civic           |
| 2010 | Dunlop MSA British Touring Car Championship, 5. futam      | Jason Plato         | Chevrolet Cruze       |
| 2010 | Dunlop MSA British Touring Car Championship, 6. futam      | Matt Neal           | Honda Civic           |
| 2011 | Dunlop MSA British Touring Car Championship, 22. futam     | Jason Plato         | Chevrolet Cruze LT    |
| 2011 | Dunlop MSA British Touring Car Championship, 23. futam     | Gordon Shedden      | Honda Civic           |
| 2011 | Dunlop MSA British Touring Car Championship, 24. futam     | James Nash          | Vauxhall Vectra       |
| 2012 | Dunlop MSA British Touring Car Championship, 22. futam     | Jason Plato         | MG6 GT                |
| 2012 | Dunlop MSA British Touring Car Championship, 23. futam     | Gordon Shedden      | Honda Civic           |
| 2012 | Dunlop MSA British Touring Car Championship, 24. futam     | Gordon Shedden      | Honda Civic           |
| 2013 | Dunlop MSA British Touring Car Championship, 22. futam     | Andrew Jordan       | Honda Civic           |
| 2013 | Dunlop MSA British Touring Car Championship, 23. futam     | Rob Austin          | Audi A4               |
| 2013 | Dunlop MSA British Touring Car Championship, 24. futam     | Andrew Jordan       | Honda Civic           |
| 2014 | Dunlop MSA British Touring Car Championship, 22. futam     | Colin Turkington    | BMW 125i M Sport      |
| 2014 | Dunlop MSA British Touring Car Championship, 23. futam     | Colin Turkington    | BMW 125i M Sport      |
| 2014 | Dunlop MSA British Touring Car Championship, 24. futam     | Rob Austin          | Audi A4               |
| 2015 | Dunlop MSA British Touring Car Championship, 22. futam     | Mat Jackson         | Ford Focus ST         |
| 2015 | Dunlop MSA British Touring Car Championship, 23. futam     | Gordon Shedden      | Honda Civic Type R    |
| 2015 | Dunlop MSA British Touring Car Championship, 24. futam     | Jason Plato         | Volkswagen CC         |
| 2016 | Dunlop MSA British Touring Car Championship, 22. futam     | Gordon Shedden      | Honda Civic Type R    |
| 2016 | Dunlop MSA British Touring Car Championship, 23. futam     | Sam Tordoff         | BMW 125i M Sport      |
| 2016 | Dunlop MSA British Touring Car Championship, 24. futam     | Árón Smith          | Volkswagen CC         |
| 2017 | Dunlop MSA British Touring Car Championship, 22. futam     | James Cole          | Subaru Levorg GT      |
| 2017 | Dunlop MSA British Touring Car Championship, 23. futam     | Ashley Sutton       | Subaru Levorg GT      |
| 2017 | Dunlop MSA British Touring Car Championship, 24. futam     | Andrew Jordan       | BMW 125i M Sport      |
| 2018 | Dunlop MSA British Touring Car Championship, 19. futam     | Adam Morgan         | Mercedes-Benz A-Class |
| 2018 | Dunlop MSA British Touring Car Championship, 20. futam     | Ashley Sutton       | Subaru Levorg GT      |
| 2018 | Dunlop MSA British Touring Car Championship, 21. futam     | Chris Smiley        | Honda Civic Type R    |

### Brit superbike-bajnokság
| Év   | Verseny                                         | Versenyző      | Motor                  |
| ---- | ----------------------------------------------- | -------------- | ---------------------- |
| 2001 | 2001 British Superbike Championship, 23. futam  | Sean Emmett    | 996cc Ducati 996       |
| 2001 | 2001 British Superbike Championship, 24. futam  | Michael Rutter | 750cc Kawasaki ZX-7RR  |
| 2002 | 2002 British Superbike Championship, 13. futam  | Michael Rutter | 996cc Ducati 996 RS    |
| 2002 | 2002 British Superbike Championship, 14. futam  | Michael Rutter | 996cc Ducati 996 RS    |
| 2003 | 2003 British Superbike Championship, 13. futam* | Yukio Kagayama | 999cc Suzuki GSX-R1000 |
| 2003 | 2003 British Superbike Championship, 14. futam  | Yukio Kagayama | 999cc Suzuki GSX-R1000 |

+ A kvalifikációt törölték a pályán uralkodó veszélyes körülmények miatt, a rajtsorrend a bajnokság pontjainak állása szerint lett meghatározva.

## A pálya számítógépes játékokban
- Live for Speed[8] (lézerszkennelt)

## Fordítás
- Ez a szócikk részben vagy egészben  a   Rockingham Motor Speedway című angol Wikipédia-szócikk fordításán alapul.  Az eredeti cikk szerkesztőit annak laptörténete sorolja fel. Ez a jelzés csupán a megfogalmazás eredetét és a szerzői jogokat jelzi, nem szolgál a cikkben szereplő információk forrásmegjelöléseként.

## Külső hivatkozások
- Rockingham.co.uk – A Rockingham Motor Speedway hivatalos oldala
- Pickup Truck Racing
- Műholdkép – Google Maps

## Jegyzetek

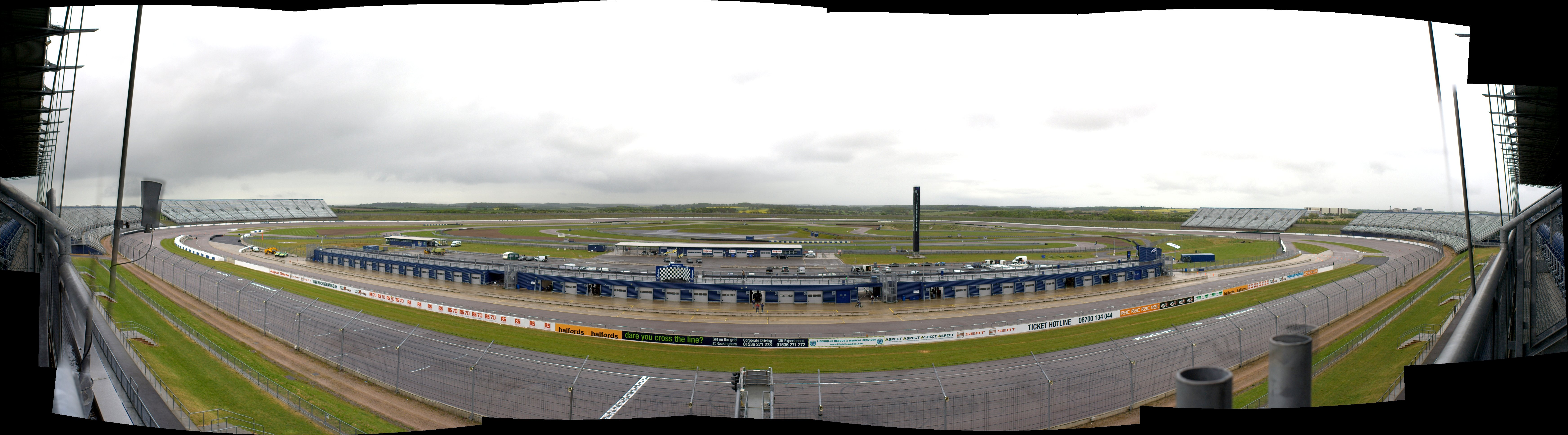
Rockingham panorámaképe